# Kloster Pažaislis

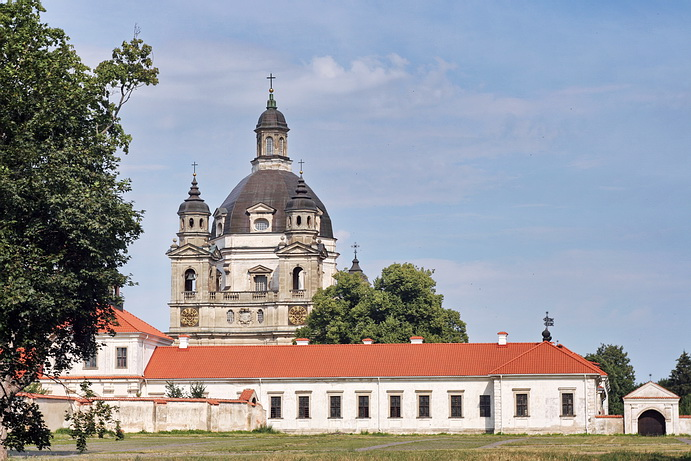
Kloster Pažaislis von Westen

Das Kloster Pažaislis (litauisch: Pažaislio vienuolynas, polnisch: Klasztor w Pożajściu) ist ein katholisches Kloster in Pažaislis am südöstlichen Stadtrand von der zweitgrößten litauischen Stadt Kaunas, an der zum Kaunasser Stausee aufgestauten Memel, unweit vom Yachthafen Kaunas. Es wurde 1664 von Kamaldulenser-Mönchen erbaut und besitzt eine der schönsten Barockkirchen des Landes. 
Seit 1992 wird es vom Orden der Schwestern des heiligen Kasimir betreut. Im Kloster findet internationales Musik-Festival Pažaislis statt.

## Architektur

### Entstehungsgeschichte

Portal der Kirche Mariä Heimsuchung

Der Bau der Mariä-Heimsuchung-Kirche (lit. Švč. Mergelės Marijos Apsilankymo bažnyčia) geht auf den Wunsch des damaligen Kanzlers des Großfürstentums Litauen Krzysztof Zygmunt Pac (lit. Kristupas Zygmantas Pacas) zurück, ein prunkvolles Vermächtnis zu hinterlassen. Er holte die Kamaldulenser, mit denen er während seines Studiums in Perugia in Berührung gekommen war, 1664 nach Litauen und stiftete ihnen ein Kloster mit einer prunkvollen Kirche, die seine letzte Ruhestätte sein sollte. Krzysztof Zygmunt Pac befand sich damit im Wettstreit mit seinem Vetter Michał Kazimierz Pac (lit. Mykolas Kazimieras Pacas), der gleichzeitig in Vilnius die Peter-und-Paul-Kirche erbauen ließ. Pac erlebte die Fertigstellung nicht mehr, er starb 1684. Er ist nach seinem Willen mit seiner Frau Claire de Mailly-Lascaris in der Krypta der Kirche beigesetzt. Ähnlich wie sein Vetter ließ auch K.Z. Pac am Kircheneingang eine Gedenktafel an seine Person anbringen, mit dem Text Der, der du diese Tafel liest, wisse, hierliegt ein Sünder. Der ursprüngliche Name des Klosters lautete denn auch Mons pacis (Berg des Friedens, aber auch Anspielung auf den Namen Pac).
Die Arbeiten am Kloster und an der Mariä-Heimsuchung-Kirche (lit. Švč. Mergelės Marijos Apsilankymo bažnyčia) begannen im November 1667 (ein halbes Jahr vor der Peter-und-Paul-Kirche in Vilnius). Der Kirchenbau wurde bis 1676 fertiggestellt; die Ausschmückungen im Kircheninneren dauerten bis 1712. Die Baumeister waren die Italiener Giovanni Battista Frediani und ab 1674 die Brüder Pietro und Carlo Puttini.

### Beschreibung

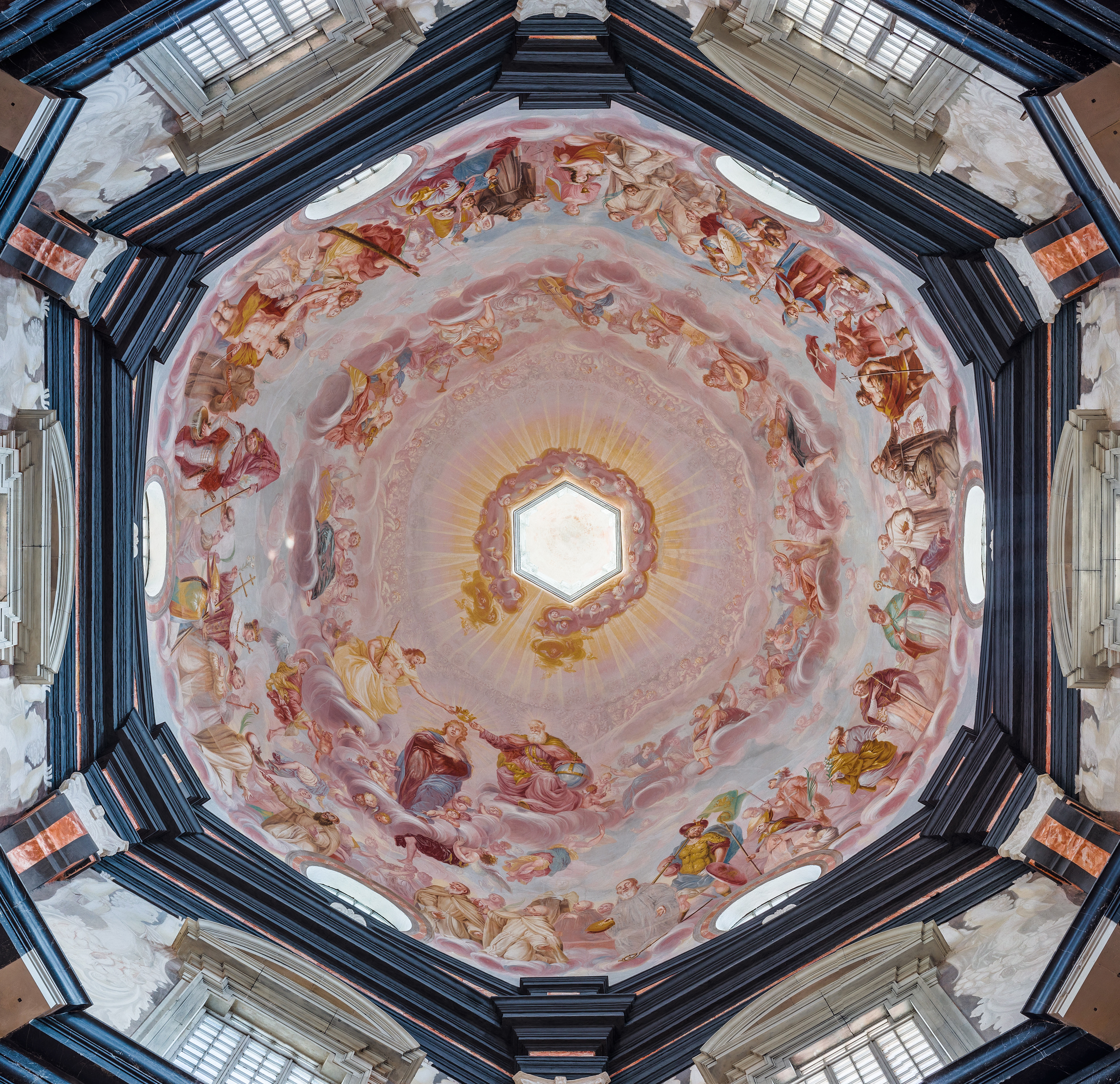
Kuppel mit dem Fresko „Krönung der Jungfrau Maria im Himmel“

Die Kirche ist eines der schönsten Barockbauwerke in Litauen. Sie beeindruckt durch die strenge Symmetrie des Zentralbaus. Vier Kapellen, der Altarraum und der Eingang umkränzen den ungewöhnlichen, da sechseckigen Bau mit der mächtigen Kuppel. Der Zentralbau teilt die weitläufige Klosteranlage in einen öffentlichen Westteil und einen privaten Ostteil, der den eremitischen Mönchen vorbehalten ist.

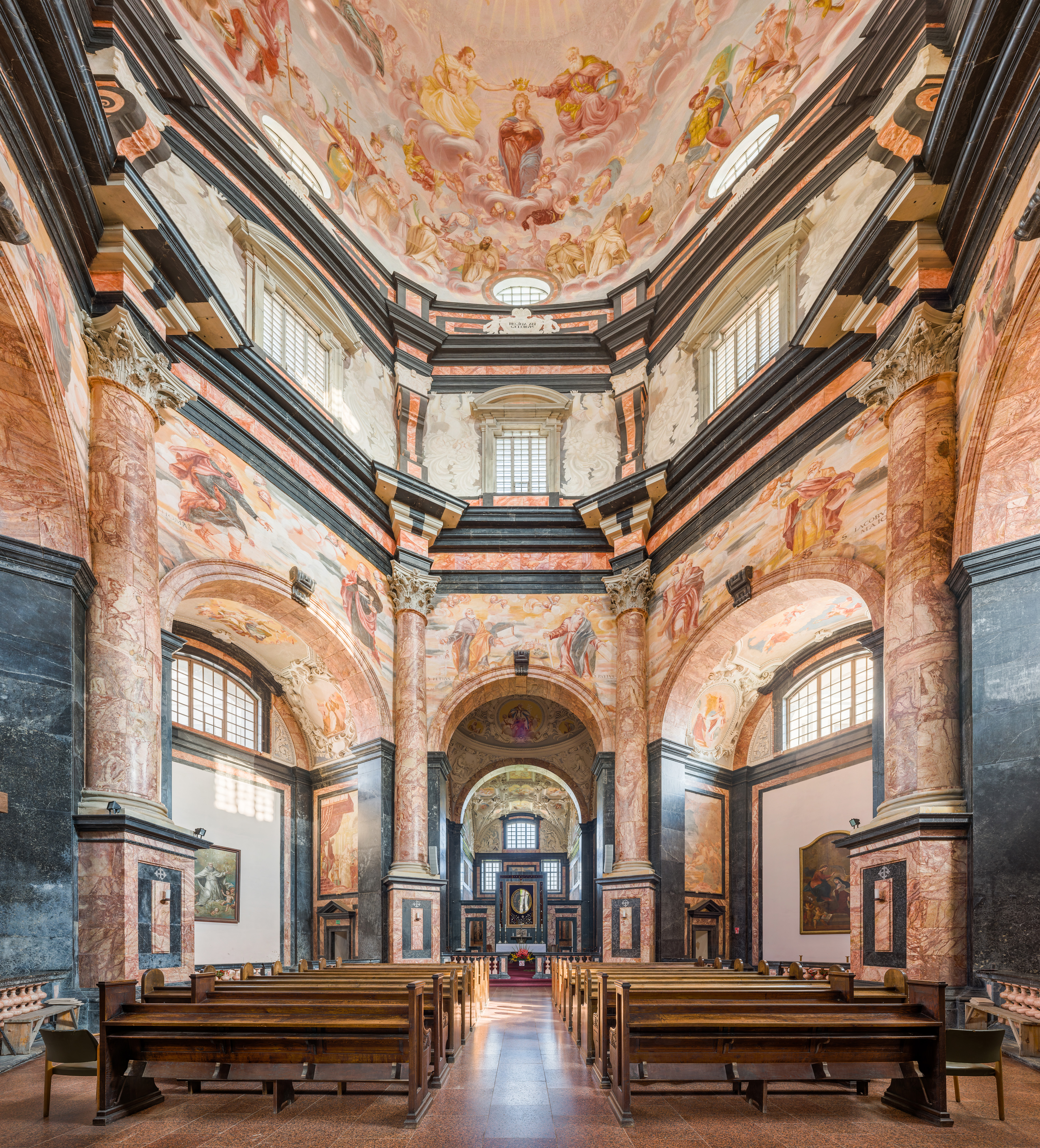

Von Westen erzielt die konkave Fassade über dem Portal im Zusammenspiel mit den schlanken, hoch aufragenden seitlichen Türmen einen Eindruck von Leichtigkeit. Die Fassade ist horizontal durch ein mächtiges Gesims und eine steinerne Balustrade gegliedert. Die Verzierung der Fassade und der Türme gestaltete der deutsche Baumeister Michael Wollscheidt. Die von ihm entworfene Figurengruppe „Mariä Heimsuchung“ über der Balustrade ist allerdings um 1870 verloren gegangen.
Das lichte Kircheninnere beeindruckt durch die farbigen Fresken von Michelangelo Palloni (1678–1685), die Wände und Simse aus rotem und schwarzem Marmor und die gewaltige Kuppel (54 m hoch) mit dem Fresko Krönung Mariä im Himmel (von Giuseppe Rossi, ab 1692). Die Fresken werden von Stuckarbeiten von Giovanni Merli eingerahmt (1674–1676). Sie folgen zwei Themenkomplexen: Stationen aus dem Leben der Heiligen Jungfrau Maria und aus dem Leben der Heiligen Romuald (Begründer des Kamaldulenser-Ordens) und Benedikt (nach seiner Ordensregel leben die Kamaldulenser). Ein Gemälde in der Kapelle rechts des Altars zeigt die Heilige Maria Magdalena de Pazzi, mit der sich die Pac' weitläufig verwandt wähnten. Die Kapellen links und rechts des Eingangs zeigen den Namenspatron des Stifters, den Heiligen Christophorus, sowie Franz von Sales, eine wichtige Figur der Gegenreformation, 1665 von Papst Alexander VII. heiliggesprochen.
1791/92 erhielt die Kirche einen Anbau im klassizistischen Stil (Architekt Rossi) am rückwärtigen (östlichen) Klosterflügel.
Die Kirche verfügt über ein als wundertätig angesehenes Bild der Heiligen Jungfrau Maria mit ihrem Kind. Es war ein Geschenk von Papst Alexander VII. an Krzysztof Pacas im Jahre 1661 und bereits damals als wundertätig bekannt. Mit der Stiftung des Bildes wollte Pacas die Attraktion seiner Kirche steigern. Es wurde auch von den orthodoxen Mönchen (s. u.) in Ehren gehalten und von ihnen im Ersten Weltkrieg mit nach Russland genommen. Erst 1928 wurde es an das Kloster zurückgegeben. Nach einem 50-jährigen Exil im Kaunasser Dom ist es seit 2000 wieder in der Mariä-Heimsuchung-Kirche zu besichtigen. Jedes Jahr findet am 2. Juli (Fest Mariä Heimsuchung) eine feierliche Prozession mit dem Marienbild statt.
Der Gang von der Kirche zum Kreuzgang und die Sakristei sind durch aufwändige Deckenmalereien verziert, die das Leben des heiligen Bruno darstellen, des ersten Missionars der Litauer.

## Geschichte des Klosters

### Kamaldulenser-Kloster (1664–1831)

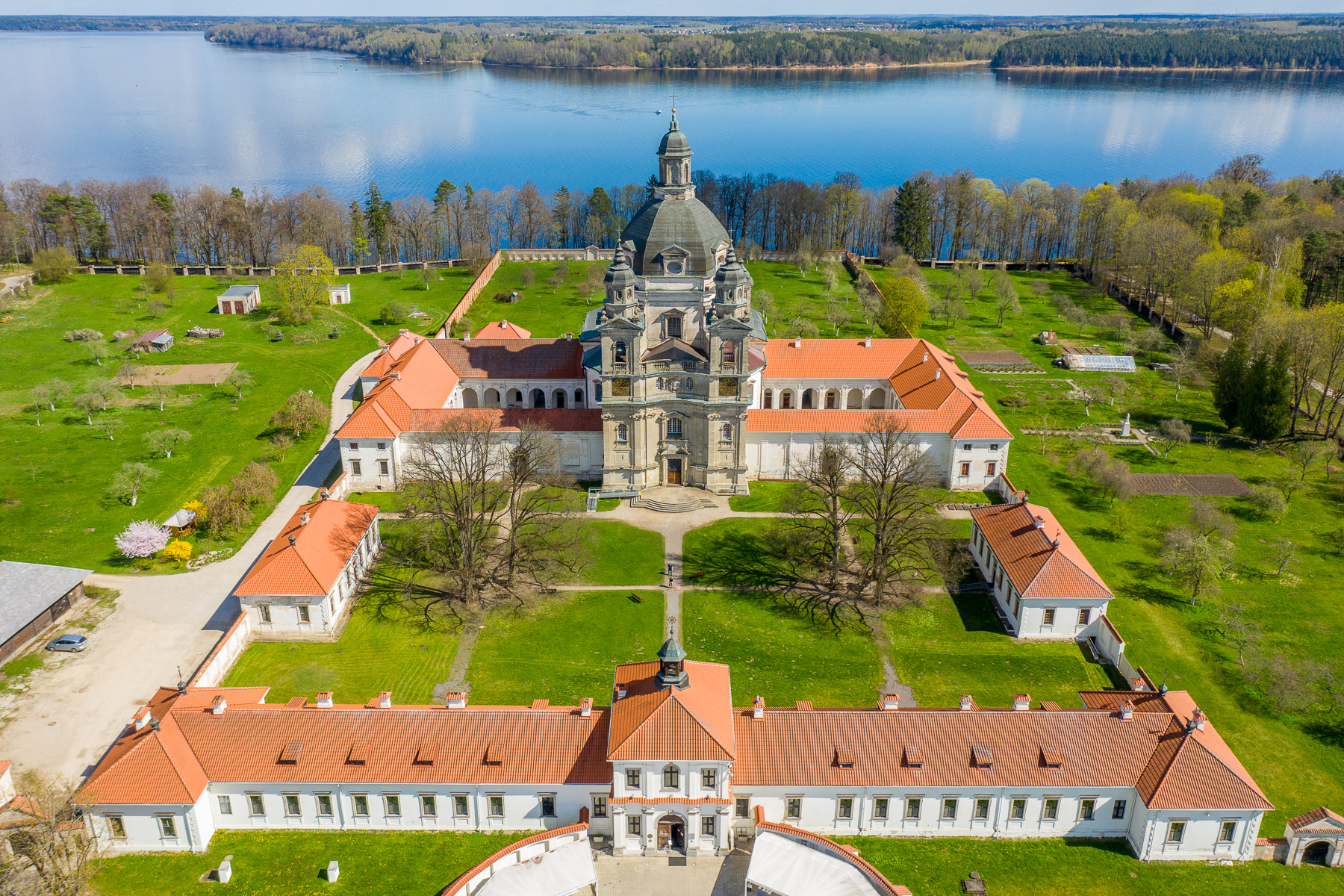
Luftbild

1664 begründete eine Stiftung Pac' die Ankunft der Kamaldulenser in Litauen. Es war neben dem 1667 von König Johann II. Kasimir gegründeten Kloster in Wigry (heute Polen, damals Großfürstentum Litauen) eines von zwei Mönchsklöstern der Kamaldulenser in Polen-Litauen. Die Kamaldulenser sind ein Orden mit Schweigegelübde, entsprechend wurden im Klostertrakt von Pažaislis separate Zellen für die Mönche gebaut. Von den ursprünglich geplanten 24 Zellen wurden bis 1720 allerdings nur 13 errichtet. Eine hohe Mauer trennt den eigentlichen Klostertrakt vom Rest der Anlage.
1812 wurde das Kloster von Napoleons Truppen geplündert.

### Orthodoxes Kloster (1831–1917)
Nach dem polnisch-litauischen Aufstand von 1831 gegen die russische Oberherrschaft, ließ Zar Nikolaus I. das Kloster schließen und der russisch-orthodoxen Kirche übergeben. Das wertvolle Archiv und zahlreiche Kunstgegenstände ging verloren. Die Kirche wurde im Inneren umgebaut, der Hauptaltar und die Seitenaltäre entfernt und zahlreiche Fresken (so auch das Kuppelfresko) übermalt.
1842 wurde das orthodoxe Mariä-Entschlafens-Kloster (Uspenski monastyr) eröffnet. Trotz der Tätigkeit der Mönche fielen die Klosterzellen in Ruinen, nur drei haben bis heute überdauert.
Im Ersten Weltkrieg wurde das Kloster schwer in Mitleidenschaft gezogen, als die Deutschen hier ein Lazarett einrichteten.

### Kloster der Schwestern des heiligen Kasimir (1920–1948)
1920 kam Schwester Marija Kaupaitė mit vier ihrer Nonnen vom Orden der Schwestern des Hl. Kasimir aus Chicago nach Pažaislis und belebte die katholische Klostertradition.
Nach der Machtübernahme der Kommunisten 1948 wurde der Orden vertrieben und das Kloster verschiedenen Zwecken übergeben (Archiv, Altersheim, Nervenheilanstalt, Feriencamp). Durch den Bau des Kaunasser Stausees wurde 1959 aus dem Kloster über der Memel-Flussschleife ein Kloster am Seeufer, der Friedhof wurde vom Wasser geschluckt. 1967 schließlich wurde das Kloster in die Obhut des Staatlichen M.K.Čiurlionis-Kunstmuseums in Kaunas überführt und einige Renovierungen durchgeführt.

### Kloster der Schwestern des heiligen Kasimir (seit 1992)
1992 wurde es wieder an den Schwestern-Orden zurückgegeben, der sich seitdem um das Kloster kümmert.